# Arturo de Jesús Correa Toro
Arturo de Jesús Correa Toro (ur. 26 kwietnia 1941 w Ituango, zm. 26 maja 2021 w Pasto) – kolumbijski duchowny katolicki, biskup diecezji Ipiales w latach 2000–2018.

## Życiorys
Święcenia kapłańskie przyjął 22 października 1967.

### Episkopat
29 stycznia 2000 roku został mianowany przez papieża Jana Pawła II biskupem diecezji Ipiales. Sakry biskupiej udzielił mu 20 marca tegoż roku bp Augusto Aristizábal Ospina.